# Irina Seliútina
Irina Gennádievna Seliútina (también escrito Selyutina; Alma-Ata, Unión Soviética, 7 de noviembre de 1979) es una tenista kazaja, ganadora de 3 torneos de la WTA en dobles. En su etapa júnior, llegó a ser número 1 en dobles, ganando torneos como el Roland Garros y Wimbledon junto a Cara Black.
- Datos: Q951230